# ジョージオーロ・アンゲヨ
ジョージオーロ・アンゲヨ（George Ooro Angeyo、2000年3月3日 - ）は、ケニアのラグビーユニオン選手。

## プロフィール
- ケニア出身。
- ポジションはプロップ(PR)。
- 身長 186cm、体重 82kg

## 略歴
2024年、パリ2024五輪の7人制ケニア代表に選ばれた。